# Eldad e Medad
Eldad e Medad furono due degli anziani che ricevettero lo spirito di Mosè, consigliato per questo da Ietro; invero essi furono investiti dello spirito profetico fino alla morte direttamente da Dio e non solo del Ruach haQodesh tramite Mosè come successe agli altri, profetarono infatti sull'era messianica e sull'ingresso in Terra d'Israele successivo alla morte di Mosè: Medad profetò la guerra di Gog e Magog, la ribellione di alcuni non ebrei contro Gerusalemme e la ricompensa per il popolo ebraico (Midrash di Bemidbar).
Questo favore fu loro concesso anche per essere stati in disparte ed essersi considerati umilmente non all'altezza per questo, come invece fu. Essi inoltre furono tra i pochi della generazione dell'Esodo ad entrare in Terra d'Israele.